# 拉维勒迪约昂丰特内特
拉维勒迪约-昂丰特内特（法語：La Villedieu-en-Fontenette，法語發音：[la vildjø ɑ̃ fɔ̃tnɛt]）是法国上索恩省的一个市镇，属于吕尔区。

## 地理
拉维勒迪约昂丰特内特（47°46'20"N, 6°11'51"E）面积9.65 平方千米，位于法国勃艮第-弗朗什-孔泰大區上索恩省，该省份为法国东部内陆省份，北起顺时针与孚日省、贝尔福地区省、杜省、汝拉省、科多尔省和上马恩省接壤。
与拉维勒迪约昂丰特内特接壤的市镇（或旧市镇、城区）包括：朗泰讷河畔孔夫朗、讷雷昂沃。

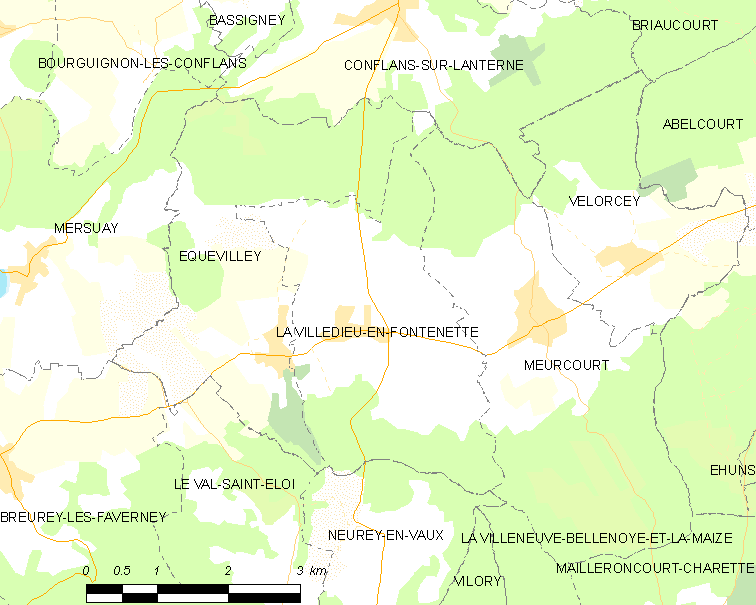
拉维勒迪约昂丰特内特的OSM定位图

拉维勒迪约昂丰特内特的时区为UTC+01:00、UTC+02:00（夏令时）。

## 行政
拉维勒迪约昂丰特内特的邮政编码为70160，INSEE市镇编码为70555。

## 政治
拉维勒迪约昂丰特内特所属的省级选区为瑟穆斯河畔圣卢县。

## 人口

1962-2008年间拉维勒迪约昂丰特内特人口变化图示

拉维勒迪约昂丰特内特于2022年1月1日时的人口数量为167人。